# Arden
Arden Automotive GmbH — німецька автомобільна компанія, яка спеціалізується на модифікації автомобілів марок Jaguar і Range Rover.

## Історія
Засновник фірми Jochen Arden з дитинства любив англійські автомобілі. Перший крок на шляху до втілення мрії був зроблений в 1976 році, коли Jochen у віці 20 років відкрив власну фірму з продажу автомобілів. 
Вже в 1981 році фірма Jochen Arden Automobiles отримала від Jaguar дилерські права, ставши всього за кілька років найбільшим в Європі дилером цієї англійської марки. Як авторизований дилер Jaguar Arden пропонує всю програму моделей Jaguar і Daimler, а також сервісне обслуговування, яке виконується штатом механіків, які пройшли тренінг у Jaguar. Якість робіт, що проводяться Arden, було відзначено в 1992 і 1993 роках Quality Award Jaguar Deutschland. Однак діяльність Arden не зводиться тільки до продажу автомобілів. З 80-х Arden почав займатися спеціалізованим тюнінгом Jaguar. 
Споруда індивідуального автомобіля неможлива при серійній збірці, тому головна мета Arden — це індивідуалізація автомобіля, «підгонка» її під запити власника. Тюнінг Jaguar специфічний, тому що виключає можливість широкого використання навісного обладнання. В основному він зводиться до доопрацювання двигуна, поліпшення інтер'єру та встановлення оригінальних колісних дисків. Цікаво, що в 1992 році Arden зареєструвався в German Federal Motor Vehicle Registraton Agency як виробник автомобілів. 
Остання розробка Arden — це Arden A-Type, побудований на базі Jaguar XKR. Зовнішність автомобіля зазнала легкі зміни — спереду і ззаду додалися спойлери. Всередині розширених колісних арок розміщені 20-дюймові легкосплавні диски спортивного дизайну, на які надягнуто низькопрофільна «гума». «Налагоджена» підвіска і високопродуктивна гальмівна система гарантують максимально можливу динаміку і активну безпеку. «Серце» Arden A-Type — знаменита 4-літрова «вісімка» Jaguar, потужність якої була піднята до 450 к.с.. Цей «монстрик» розганяє автомобіль з нуля до 100 км / год менш ніж за п'ять секунд. Крутний момент на задні колеса передається за допомогою 5-ступінчатою автоматичною трансмісії. Важіль КПП відсутній, замість нього на кермовому колесі розмістилися дві кнопки — знижує і підвищує, як на деяких моделях Ferrari. У 2000 році на ринок планується випустити версію з 6-ступінчастою механічною КПП. Система контролю тягового зусилля (для кращого старту) є стандартної на Arden A-Type. Інтер'єр автомобіля оформлений по-панськи — шкірою і деревом. На замовлення фірма виготовляє варіант Clubsport зі спортивними сидіннями, полегшеною конструкцією кузова і більше «спартанським» салоном. Остаточна ціна Arden A-Type поки не встановлена, але фірма стверджує, що вона буде нижча 500 тисяч німецьких марок. 

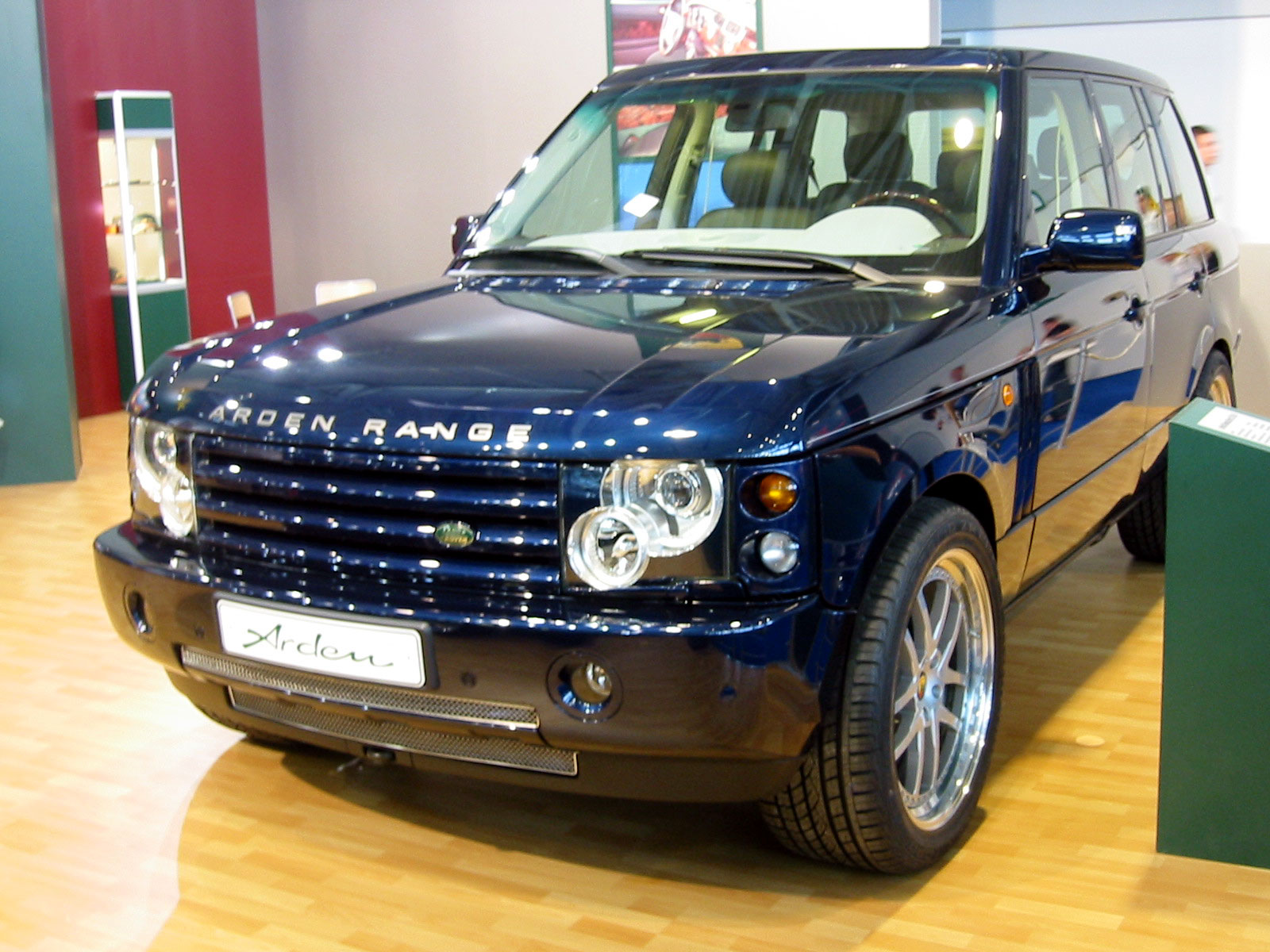
Range Rover від Arden на IAA 2003

Крім спортивної XK, фірма допрацьовує і представницьку XJ-серію. Характерні риси тюнінгу цих машин 
ті ж — це доведення двигуна і інтер'єру. До прикладу, і без того «зарядженому» Jaguar XJR потужність двигуна шляхом модифікації головок циліндра і системи впуску довели до 420 к.с. А максимальний обертовий момент став рівний 
600 Н м при 3750 оборотах на хвилину. Природно, виникла проблема більшої токсичності вихлопу. Вона була успішно вирішена шляхом установки нової вихлопної системи з каталітичними конвертерами і здвоєними вихлопними трубами. Довжелезний седан набирає «сотню» з місця всього за 5,1 секунди. Максимальна швидкість дорівнює 272 км / год. КПП автомобіля пропонується того ж типу, що і для Arden A-Type — 5-ступінчаста механічна з кнопками перемикання, розташованими на кермовому колесі. 
Великий любитель англійських автомобілів, Jochen Arden кілька років тому зайнявся тюнінгом продукції ще однієї марки з берегів туманного Альбіону — Land Rover. Range Rover від Arden характеризується зміненою світлотехнікою, легкосплавними дисками 9Jx18, гумою на 255/55 R 18, доопрацьованій підвіскою (ширина колії збільшена на 60 мм), нової вихлопної системою і «доведеними до розуму» двигунами. Наприклад, потужність серійного 2,5 DT / 2,5 DSE піднята на 30 к.с. Крім того, до елементів електронної начинки додали систему паркування і навігаційну систему. 
У 1996 році Arden відкрив для себе специфічний вид тюнінга — бронювання автомобілів. Першим об'єктом експериментів фірми став джип Range Rover. Автомобіль Range Rover 4,6 HSE зі спеціальними засобами захисту виготовляється спільно з фірмою MBB Security Cars GmbH, раніше — відділенням Daimler-Benz Aerospace AG з розробки захисних технологій. Рівень бронювання, пропонований Arden, відповідає європейському класу В4 і передбачає захист від автомата Калашникова і ручних гранат. Конверсія автомобіля включає повну бронювання кузова і установку броньованих стекол спереду і ззаду: передні опускаються до половини, задні — не опускаються. Лобове та заднє скло оснащені системою підігріву, колеса зі спеціальними обручами всередині дозволяють пересуватися і на пробитих шинах. Комплект спеціального обладнання включає систему пожежогасіння, інтерком. Як альтернативу Arden пропонує Range Rover і з найвищим на сьогодні рівнем бронювання — B6. Щоб компенсувати зрослий на 500 кг вага автомобіля фірма встановлює спеціальну підвіску, так само як і доведений двигун (потужність 4,6-літрового V8 підіймають з 224 до 300 к.с.). Хорошої керованості Range Rover від Arden сприяє нова гальмівна система і 18-дюймові легкосплавні диски. 
На прохання клієнта фірма підвищить рівень комфортабельності салону, оснастивши його традиційними елементами розкоші. Крім Range Rover, Arden спільно з МВВ Security Cars бронює всі моделі Jaguar, Bentley і Rolls-Royce.

## Зноски
1. ↑  О Компании Arden. Архів оригіналу за 2 червня 2009. Процитовано 6 квітня 2010.

## Інші ательє
- Brabus
- Mercedes-AMG
- Lorinser
- Carlsson
- Kleemann
- Renntech
- Alpina
- BMW M
- HAMANN
- Quattro GmbH